# Casper Van Dien
Casper Van Dien, född 18 december 1968 i Milton i Florida, är en amerikansk skådespelare. Van Dien är känd för huvudrollen i Paul Verhoevens Starship Troopers (1997). Därefter har han medverkat i ett stort antal filmer, främst för TV och videomarknaden.
Van Dien var gift med Carrie Mitchum 1993-1997. 1999 gifte han sig med Catherine Oxenberg. 2005 medverkade Van Dien och hans familj i en kortlivad reality-tv-serie, I Married a Princess (titeln anspelar på att hans fru är släkt med den tidigare jugoslaviska kungafamiljen). Van Dien ansökte om skilsmässa 2015.

## Filmografi (i urval)
- 1997 – Starship Troopers
- 1998 – Tarzan and the Lost City
- 1998 – Modern Vampires
- 1999 – The Omega Code
- 1999 – Shark Attack
- 1999 – Sleepy Hollow
- 2000 – Python
- 2002 – The Vector File
- 2004 – Skeleton Man
- 2004 – Dracula 3000
- 2008 – Starship Troopers 3: Marauder
- 2012 – The Pact
- 2019 – Alita: Battle Angel